# Barthélemy de Chasseneuz

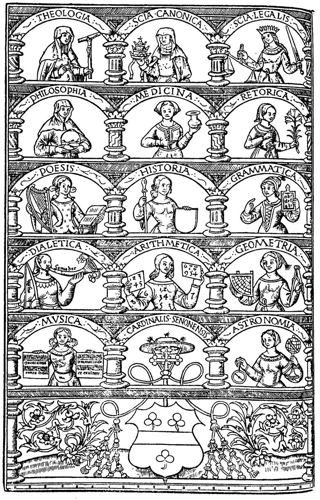
Ilustración del Catalogus gloriae mundi de Chasseneuz que muestra las 14 artes.

Barthélemy de Chasseneuz, señor de Prelay, conocido también como Cassaneus Bertalan, Bartholomaeus Cassaneus, Bartholomäus Cassaneus, Barthelemy de Chassenée o de Chassaneo, Bartholm Chasseneux, Chassanæus, Chassanaeus, Hassanaus, o Bartholomew Cassaneus, (Issy-l'Évêque, en Saône-et-Loire, 1480 - Aix-en-Provence, 1541), jurista y erudito francés del Renacimiento.

## Biografía
Era hijo de Antoine de Chasseneuz y Jeanne Meunier. Estudió derecho en Dole, Poitiers, Turín y Pavía y se graduó en 1502. Sirvió en el Ducado de Milán a Charles II de Amboise de Chaumont, quien le encargó que pidiera el cardenalato al papa Julio II en favor de Luis II de Amboise. El largo tiempo que residió en Italia hizo que a veces fuera conocido como "Bartolomeo Cassaneo". Perseguido por la peste, regresó a Francia y estaba en Autun en 1506; en 1508 se convirtió en procurador del rey.
Abogado famoso y reputado penalista, llegó al pintoresco extremo de defender elocuentemente a un grupo de ratas que fueron sometidas a juicio por la destrucción de la cosecha de cebada de la provincia. Miembro del Parlamento de Borgoña en 1525, obtuvo el título de primer presidente del Parlamento de Provenza en 1532. Durante la Reforma, aunque católico, defendió a los herejes valdenses de los pueblos de Mérindol y Cabrières (Cabrières-d'Aigues, Vaucluse). Se dice que murió envenenado por un ramo de flores.

## Obras
Su obra principal es Commentaria de consuetudinibus ducatus Burgundiae (1517), compilación que sirvió para acreditar el derecho consuetudinario francés y fue ampliamente consultado y citado en Francia y el extranjero, utilizándose incluso siglos más tarde para ayudar a interpretar el Código napoleónico. También escribió una especie de enciclopedia, el Catalogus gloriae mundi (1529) y el Consiliorum Repertorium (1531), donde reunió algunos de sus consejos y asesoramientos jurídicos.
- Datos: Q790930
- Multimedia: Barthélemy de Chasseneuz / Q790930